# Noctuelia
Noctuelia är ett släkte av fjärilar. Noctuelia ingår i familjen Crambidae.

## Dottertaxa tillNoctuelia, i alfabetisk ordning[1]
- Noctuelia affusalis
- Noctuelia albidalis
- Noctuelia albilinealis
- Noctuelia allardarlis
- Noctuelia alticolalis
- Noctuelia anaemicalis
- Noctuelia anartalis
- Noctuelia annuliferalis
- Noctuelia anubisalis
- Noctuelia argyresthalis
- Noctuelia astrigalis
- Noctuelia atrisquamalis
- Noctuelia auranticeps
- Noctuelia bracteatus
- Noctuelia costaemaculalis
- Noctuelia decorata
- Noctuelia dentifascialis
- Noctuelia dichroalis
- Noctuelia escherichi
- Noctuelia fascialis
- Noctuelia flaviceps
- Noctuelia floralis
- Noctuelia fuscinervis
- Noctuelia gelidalis
- Noctuelia gilvalis
- Noctuelia globuliferalis
- Noctuelia grisealis
- Noctuelia hilgerti
- Noctuelia isatidalis
- Noctuelia josialis
- Noctuelia lamprodeta
- Noctuelia libanoticalis
- Noctuelia ligatalis
- Noctuelia mardinalis
- Noctuelia melaxantha
- Noctuelia meleagrisalis
- Noctuelia mesozonalis
- Noctuelia minima
- Noctuelia nepticulalis
- Noctuelia noctuelis
- Noctuelia novalis
- Noctuelia nuchalis
- Noctuelia obscura
- Noctuelia peruviana
- Noctuelia petitjeanii
- Noctuelia plebeialis
- Noctuelia polystrigalis
- Noctuelia praestantalis
- Noctuelia puella
- Noctuelia puralis
- Noctuelia pygmaealis
- Noctuelia rebeli
- Noctuelia rufofasciatis
- Noctuelia siculalis
- Noctuelia similalis
- Noctuelia simillella
- Noctuelia sordidalis
- Noctuelia sorhageni
- Noctuelia staudingeri
- Noctuelia stygialis
- Noctuelia superba
- Noctuelia tapsusalis
- Noctuelia thalialis
- Noctuelia togoalis
- Noctuelia transversalis
- Noctuelia tristrigalis
- Noctuelia undulosella
- Noctuelia vespertalis
- Noctuelia yaminalis
- Noctuelia zachlora